# North College Hill, Ohio
North College Hill là một thành phố thuộc quận Hamilton, tiểu bang Ohio, Hoa Kỳ. Năm 2010, dân số của thành phố này là 9397 người.

## Dân số
- Dân số năm 2000: 10082 người.
- Dân số năm 2010: 9397 người.